# Substanzwert
Der Substanzwert (englisch asset value) ist in der Betriebswirtschaftslehre ein Wert, der überwiegend bei der Unternehmensbewertung zugrunde gelegt wird.
Das Kompositum Substanzwert setzt sich aus der „Substanz“ als Bestandteil einer Sache oder eines Rechts und deren „Wert“ zusammen. Der Substanzwert gehört allgemein zum Fachgebiet der Wertermittlung. Er ist eine Bestandsgröße, die auf dem Sachwert eines Bewertungsobjekts aufbaut. Der zum Substanzwert alternative – und zu Vergleichszwecken herangezogene – Ertragswert ist dagegen eine Stromgröße. Als Bewertungsobjekte für den Substanzwert kommen bewegliche Sachen (etwa Kunstwerke, Schmuck; hier eher die höher liegenden subjektiven Sammlerwerte oder Liebhaberwerte), Sachgesamtheiten (etwa Arztpraxis), Grundstücke und grundstücksgleiche Rechte oder ganze Unternehmen in Frage. Vor allem bei letzteren ist der Substanzwert von besonderer Bedeutung.

## Geschichte
Erste Arbeiten zur Unternehmensbewertung erschienen bereits im Jahre 1946 vom Schweizer Betriebswirt Karl Käfer. Auch namhafte deutsche Betriebswirte nahmen sich des Themas an. So propagierte Hans Münstermann 1956 das Prinzip der Bewertungseinheit, Günter Sieben promovierte 1961 mit einer Untersuchung unter dem Titel „Der Substanzwert. Ein Beitrag zur Lehre der Bewertung der Unternehmung“. Sieben verfasste im Jahre 1963 ein weiteres Grundlagenwerk zum Substanzwert. Danach wird von der Mehrzahl der Autoren der Substanzwert nicht nur als eine objektive, sondern auch als eine statische Gegenwartsgröße definiert. Doch bereits Karl Hax wies 1958 darauf hin, dass der Zukunftserfolgswert der einzig „wahre Wert der Unternehmung“ sei. Heute gilt der Substanzwert als der „Reproduktionswert“ auf Grundlage der Wiederbeschaffungskosten (Wiederbeschaffungswert) der Vermögensgegenstände. Reproduktionswert ist der hypothetische Aufwand, der erbracht werden müsste, um das bewertete Unternehmen wiederherzustellen.

## Ermittlung
Ausgangspunkt für die Ermittlung des Substanzwerts ist Manfred Jürgen Matschke zufolge die Substanz, also das (betriebsnotwendige und nicht betriebsnotwendige) Vermögen des Unternehmens. Es setzt sich aus materiellen und immateriellen Realgütern und Nominalgütern zusammen. Der Brutto-Substanzwert eines Unternehmens ergibt sich aus der Summe der Einzelwerte aller betrieblichen Vermögensgegenstände {\displaystyle V} zum Fair value des Bewertungsstichtages. Abzüglich der Schulden und Rückstellungen {\displaystyle SR} ergibt sich der Netto-Substanzwert (englisch net asset value) {\displaystyle S}:
{\displaystyle S=V-SR}.
Unter dem Begriff des Geschäfts- oder Firmenwerts (englisch goodwill) {\displaystyle F} wird allgemein der Unterschied zwischen dem Netto-Substanzwert {\displaystyle S} und dem Ertragswert {\displaystyle E} einer Unternehmung verstanden:
{\displaystyle F=E-S}.
Ist der Ertragswert größer als der Netto-Substanzwert, liegt ein positiver Geschäfts- oder Firmenwert vor:
{\displaystyle E>S},
andernfalls handelt es sich um einen negativen Geschäfts- oder Firmenwert (englisch badwill):
{\displaystyle E<S}.
Für Adolf Moxter ist der Substanzwert die Summe der Wiederbeschaffungskosten und Schulden eines gesamten Unternehmens. Bei dieser Definition ist der Liquidationswert der Gegensatz. Während beim Substanzwert die Unternehmensfortführung unterstellt wird, liegt dem Liquidationswert die Annahme der Zerschlagung des Unternehmens zugrunde.

## Kritik
Dem Substanzwert kommt bei der Ermittlung des Unternehmenswerts keine eigenständige Bedeutung zu. Der Unternehmenswert wird grundsätzlich als Zukunftserfolgswert ermittelt. Dabei haben sich in der Unternehmensbewertungspraxis das Ertragswertverfahren und die Discounted Cash Flow-Verfahren als gängige Verfahren herausgebildet.

## Steuerlicher Substanzwert
Das Bewertungsgesetz (BewG) definiert den Substanzwert als die „Summe der gemeinen Werte der zum Betriebsvermögen gehörenden Wirtschaftsgüter und sonstigen aktiven Ansätze abzüglich der zum Betriebsvermögen gehörenden Schulden und sonstigen Abzüge der Gesellschaft“ (§ 11 Abs. 2 BewG). Er darf steuerrechtlich nicht unterschritten werden und ist vor allem bei der Vererbung von Unternehmen anzuwenden. Er ist nur dann als Mindestwert anzusetzen, wenn der gemeine Wert nach dem vereinfachten Ertragswertverfahren oder mit einem Gutachterwert ermittelt wird. Anwendungen für Substanzwertverfahren sind neben der Bewertung eines zu liquidierenden Unternehmens alle Fälle, in denen regelmäßig hohe stille Reserven oder stichtagsbedingte stille Lasten vorhanden sind. Dies betrifft vor allem Immobilien- und Beteiligungsgesellschaften. Der Substanzwert liefert hier eine bessere Aussage über den tatsächlichen Wert des Unternehmens als der bilanziell ausgewiesene Buchwert.

## Andere Fachgebiete
In anderen Fachgebieten umschreibt der Substanzwert beispielsweise den inneren Wert (englisch intrinsic value) in der Fundamentalanalyse, den Marktwert, Metallwert von Sachen oder den Verkehrswert.